# Locatelli (Adelsgeschlecht)

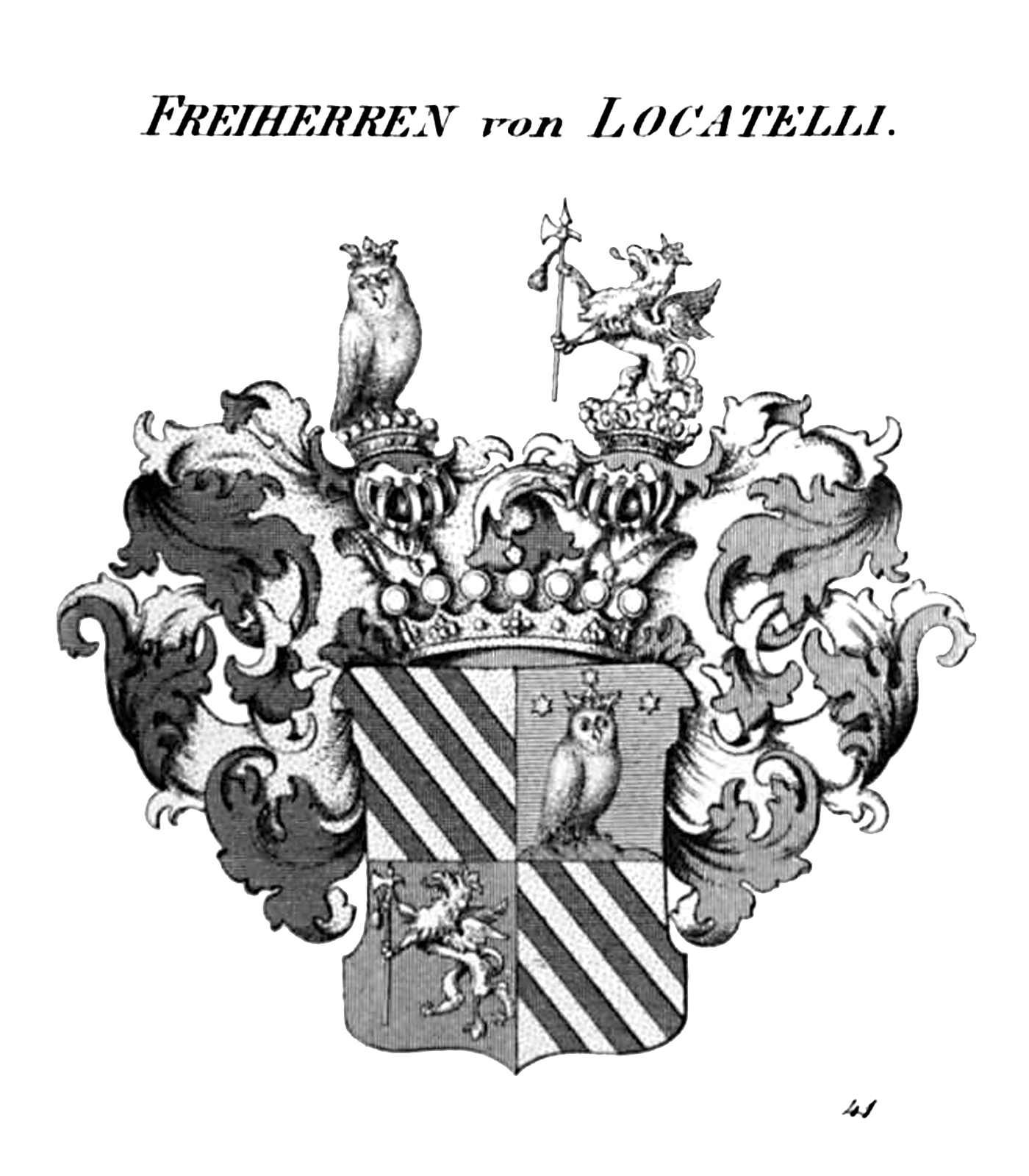
Wappen der Freiherren von Locatelli

Locatelli ist eine alte Adelsfamilie, die aus Bergamo stammt und nach Österreich kam. Sie soll 1229 ein Adelsdiplom von Kaiser Friedrich II. erhalten haben.
Am 20. Mai 1647 wurde die Familie von Ferdinand III. in den Freiherrenstand erhoben. Die Familie wurde 1816 in den Grafenstand erhoben.

## Abstammung
Die Familie Locatelli stammt aus österreichischen Grafschaften im Gebiet des heutigen Italien. Die Locatellis hatten unter anderem Verwandte in Österreich, Frankreich, Bayern und Ungarn.

## Geschichte
Seit dem 13. Jahrhundert erwähnt, bekleideten Angehörige der Familie später als Generäle und Grundbesitzer hohe Ämter in der Habsburgermonarchie.
Kaiser Ferdinand II. bestätigte Johann Baptist von Locatelli und seinen Söhnen Andreas und Anton mit Diplom vom 8. März 1634 den alten Adel mit dem Prädikat von Eulenburg und besserte das Wappen. Kaiser Ferdinand III. erhob am 20. Mai 1647 Andreas und Anton von Locatelli in den Freiherrnstand mit von Eulenburg und Schönfeld. Ein Zweig wurde am 28. Februar 1659 in den Görzer Adel aufgenommen. Die österreichischen Freiherren stammen vom k.k. Kammerherrn Johann Baptist ab, der 1702 von Leopold I. den Reichs-Freiherrnstand erlangte.
Ein Zweig der Familie war als freiherrliches Geschlecht im österreichischen Herrenhaus vertreten.

## Linien und Nachfahren
Das Geschlecht der Locatelli teilte sich in mehrere Linien. Die gräfliche Linie blühte in Niederösterreich, mit der Besitzung Schloss Immendorf im Weinviertel. Die freiherrliche Linie wirkte in Salzburg und Triest. Der Triester Zweig vereinigte sich mit einem Zweig der Herren von Hagenau, so entstand die Linie der Barone von Hagenauer-Locatelli. Heutige Nachfahren der Familien leben in Italien.

## Besitzungen
Das Grafengeschlecht in Niederösterreich besaß das Schloss Immendorf in Wullersdorf, bis es 1886 in den Besitz der Freiherren von Freudenthal überging. Die Triester Linie besaß den Stadtpalast in Cormòns, das dortige Weingut Angoris, Schlösser und Güter in Villanuova, Borgnano (bei Cormòns), Aquileia und die Villa Murat in Triest.

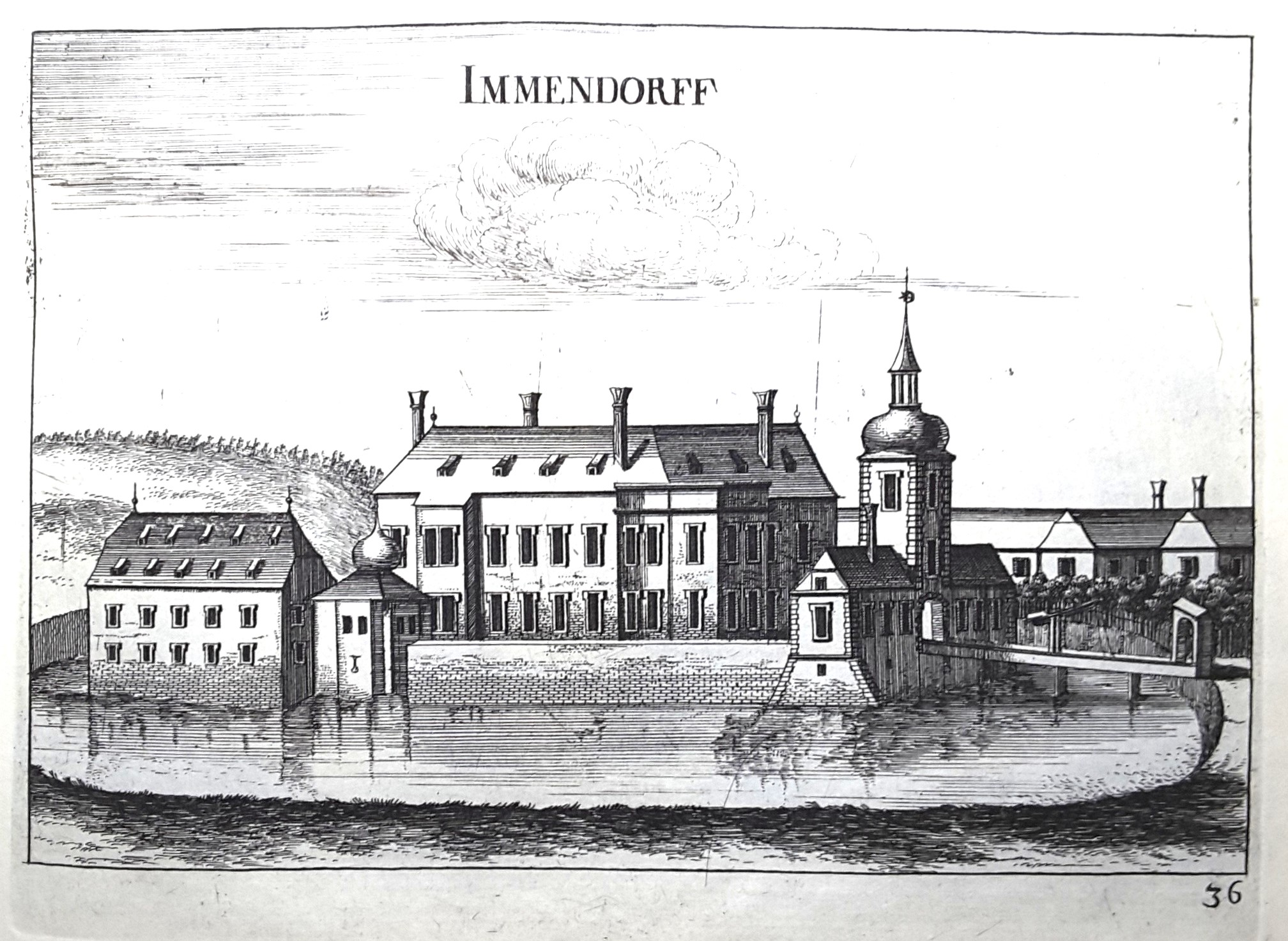
Schloss Immendorf
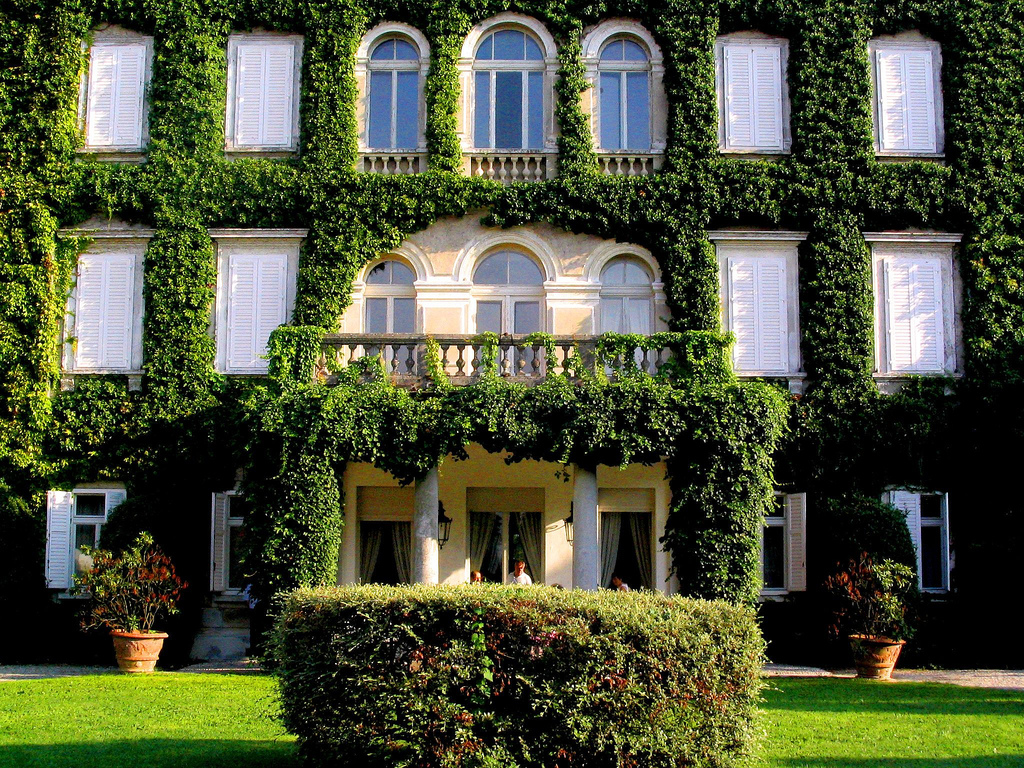
Weingut Angoris

## Wappen
Stammwappen

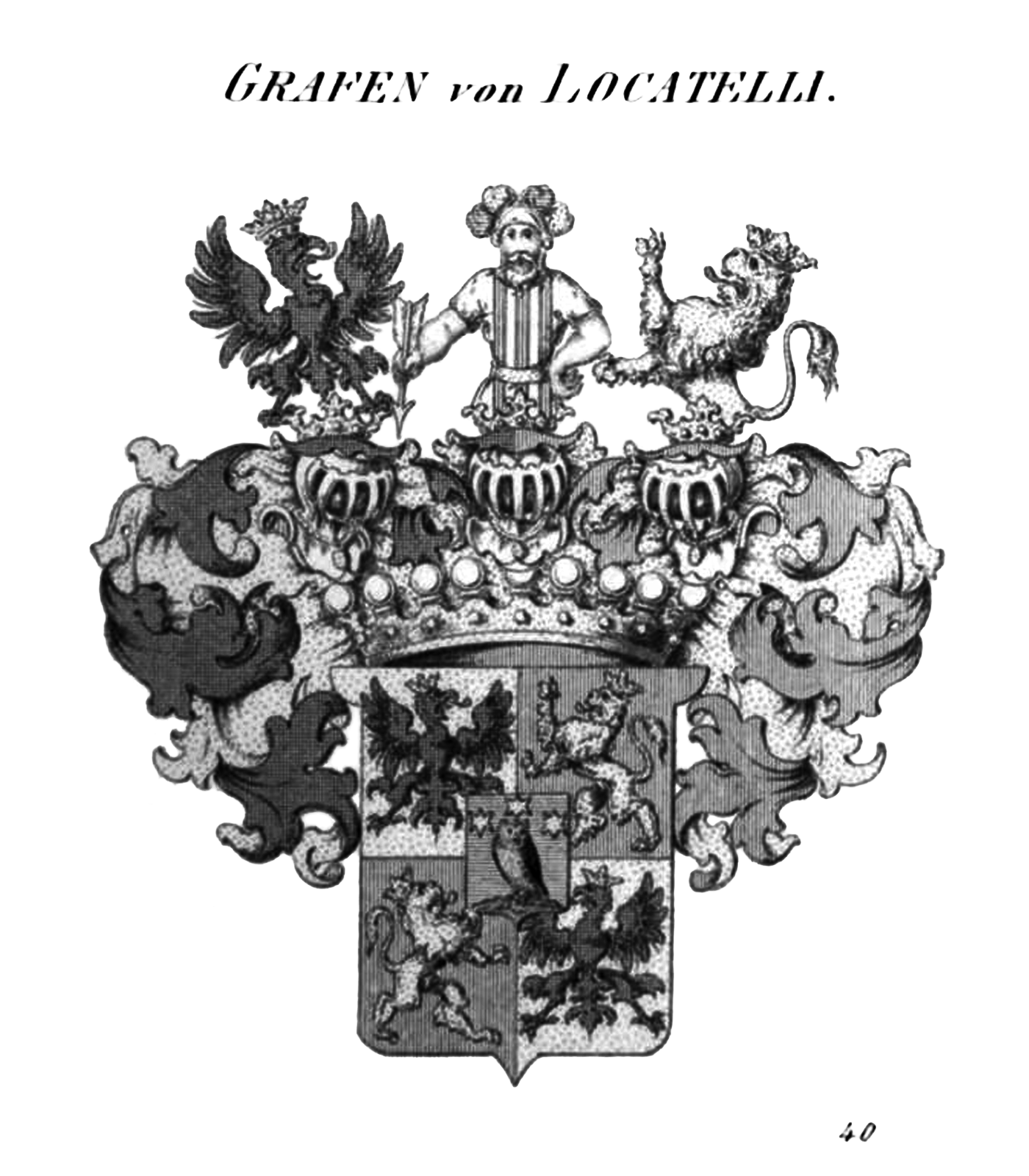
Wappen der Grafen Locatelli (wie bei Kneschke)

Blasonierung: Auf weißem Grund ein grüner Dreiberg darauf eine naturfarbene Eule darüber drei goldene schwebende Sterne, auf dem Helm zwischen zwei goldenen Hörnern die Eule, Helmdecken Gold-schwarz.
Freiherrnwappen
Blasonierung: Geviertetes Schild, 1 auf weißem Grund ein grüner Dreiberg eine naturfarbene gekrönte Eule mit zwei goldenen Sternen, 2 und 3 auf schwarz drei goldene Schrägbalken und 4 auf Rot ein gekrönter goldener Greif mit einer Hellebarde in der rechten Pfote, zwei Helm mit der Eule und dem Greif oben, Helmdecken sind schwarz-Gold und rot-weiß.
Grafenwappen
Blasonierung: Geviertetes Schild, 1 und 4 auf Gold vier schwarze Schrägbalken, 2 auf weißem Grund ein grüner Dreiberg eine naturfarbene Eule darüber drei goldene Sterne, 3 auf Rot ein gekrönter goldener Greif mit einer Hellebarde in der rechten Pfote, auf dem gekrönten Helm die Eule, Helmdecken sind schwarz-golden.

## Bekannte Namensträger
- Johann Anton von Locatelli († 1732), Feldmarschall-Lieutenant
- Nikolaus von Locatelli (1688–1755), Feldmarschall-Lieutenant